# William Savile (2e marquis d'Halifax)
William Savile, 2e marquis d'Halifax (1665 – 31 août 1700) est le fils de George Savile (1er marquis d'Halifax) et Dorothy Savile, vicomtesse de Halifax (née Spencer).

## Biographie
Il fait ses études à Genève, en 1677 et à Christ Church, à Oxford en 1681, mais sans obtenir de diplôme. Il voyage sur le continent, en 1684-1687, revenant à la mort de son frère. À partir de ce moment, il est connu comme Lord Elland, titre subsidiaire des baron Savile de Elland.
Il est député pour Newark-on-Trent de 1689 à 1695. Il est un Conservateur et vote en 1689 que le trône n'est pas vacant.
Il a quatre filles :
- par sa première épouse, Elizabeth Grimston, la fille de Samuel Grimston (3e baronnet), qu'il épouse le 24 novembre 1687 :
  - Anne Savile (1691 – 18 juillet 1717) qui épouse Charles Bruce (3e comte d'Ailesbury) (1682-1747),

- par sa deuxième épouse, Mary Finch, fille de Daniel Finch (2e comte de Nottingham), qu'il épouse le 2 avril 1695 :
  - Mary Savile, mariée en 1722 à Sackville Tufton (7e comte de Thanet), et meurt en 1751,
  - Dorothy Savile Boyle (1699-1758), qui épouse Richard Boyle (3e comte de Burlington)[1].

Il est mort en 1700, sans postérité masculine. Son titre s'éteint, mais la baronnie passe à un cousin.

## Sources
- Marque N. Brown, "Savile, George, premier marquis d'Halifax (1633-1695)", Oxford Dictionary of National Biography, Oxford University Press, Septembre 2004; en ligne edn, Oct 2009 , consulté le 20 mars 2010